# دلو (صورت فلکی)
صورت فلکی دلو، دُل یا آبریز (به انگلیسی:Aquarius) یکی از صورت‌های فلکی منطقةالبروج است.
رسیدن به نصف‌النهار: ۱۸ مهر؟
مساحت: ۹۸۰ دقیقه مربع
مخفف معادل لاتین: Aqr

## افسانه
این صورت فلکی نمایشگر مرد یا پسری است که از کوزه‌ای آب می‌ریزد که شکلی است باستانی در آسمان و تحت نام‌های گوناگون شناخته می‌شود. در بسیاری از اسطوره‌ها و افسانه‌ها، از جمله اسطوره سومری، این چهره گویای سیل و طوفانی جهانی، پیش از داستان طوفان نوح بوده‌است. می‌گویند پس از فرونشستن طوفان او و همسرش ازطرف زئوس مأموریت یافتند که قلوه‌سنگ‌هایی را به پشت خور بیندازند که از هر قلوه‌سنگ یک انسان برمی‌خواست. در اسطوره‌شناسی یونانی دلو گاهی یادآور دئوکالیون پسر پرومته است که با همسرش پورها کشتی ای ساختند تا از سیلی که در شرف وقوع بود نجات یابند. آنان نُه روز را در آب بودند، پیش از آنکه در کوه پارناسوس به خشکی برسند. دِلو همچنین یادآور گانومده است؛ پسرزیبایی در اساطیر یونانی و فرزند پادشاه تروایی به نام تروس که توسط زئوس به کوه المپ برده شد تا ساقی خدایان باشد. همسایهٔ این صورت فلکی یک عقاب تحت رهبری زئوس است که آن پسر جوان را ربود؛ برخی نسخه‌های اساطیری می‌گویند که عقاب در حقیقت همان زئوس است که تغییر چهره داده بود. و از سویی، نسخه ای دیگر از افسانهْ راجع به ربوده شدن گانومده به دست الههٔ سپیده دم یعنی ائوس سخن گفته‌اند که به تحریک احساسات شهوانی اش نسبت به مردان جوانْ به این کار دست یازید. سپس زئوس وی را از ائوس ربود و وی را به ساقی گریِ خدایان گماشت. با این حال چهرهٔ دیگری که با این آبدارچی مرتبط استْ ککروپس، یک پادشاه آتنی می‌باشد که آب را به جای شراب برای خدایان تقدیس کرد.

## ستاره‌ها
ستاره آلفای این صورت فلکی به نام سعدالملک (خوشبختی شاه) نامیده شده و دقیقاً بر روی استوای سماوی قرار می‌گیرد. این ستاره قدر سوم، درخشان‌ترین ستاره از این صورت فلکی کم‌فروغ است. نوع طیف آن G2 Ib و در فاصله ۶۸۰ سال نوری از ما قرار دارد.
در لغتنامهٔ دهخدا، یاداشت کوچکی هست در باب ستارهٔ سوم که میان دو ستارهٔ نورانی صورت فلکی دلو قرار دارد و در نوع خود جالب توجه است :
```
سعد بُلَع: دو ستاره است بر دست چپ آبریز و سعد بلع در میانشان، سومین است و گویند (از ان جهت اسمش این است که) سعد (سعد الملک؟) او را فرو برد. (التفهیم ص ۱۱۲).
منزل بیست و سوم از منازل قمر و از آخر سعد ذابح است تا بیست و پنج درجه و چهل و دو دقیقه و پنجاه و یک ثانیه و نزد اهل احکام منزلی است ممتزج از سعادت و نحوست. یکی از منازل قمر است و آن از جمله سعود ده‌گانه است. (یادداشت دهخدا)
```

## اجرام عمقی آسمان
یک خوشه ستاره‌ای قابل توجه به نام ام۲ با قدر ۷ در چند درجه‌ای شمال ستاره بتا، در این صورت فلکی وجود دارد. در همان نزدیکی دو سحابی سیاره‌ای مستقرند. سحابی بزرگ‌تر به شماره ان‌جی‌سی۷۲۹۳، که به نام سحابی حلزونی معروف است در جنوب غربی ستاره ساق دلتای دلو قرار دارد. سحابی ان‌جی‌سی۷۰۰۹ از قدر هشتم که به لحاظ ظاهرش به نام سحابی زحل معروف شده، در جنوب شرقی ستاره سعد بالع قرار گرفته‌است.